# Pasul Lăpușna
Pasul Lăpușna sau Pasul Bacta (în maghiară Bakta-hágó) este o trecătoare situată în Munții Gurghiu la altitudinea de 1138 m  (1130 m, respectiv circa 1100 m după alte surse), care leagă zona Reghinului, de cea a Giurgeului.

## Date geografice
Este situat între vârfurile Dealul Crucii (1517 m, 1516 m după o altă sursă)  – aflat la nord-vest și Bacta (1372 m, 1367 m după o altă sursă)  – aflat la sud-est, ascensiunea spre trecătoare făcându-se pe văile pârâului Creanga Albă – dinspre est și Sineu (în maghiară Eszenyő) – dinspre vest. De o parte și de alta a trecătorii se găsesc satele Lăpușna – spre vest și Remetea – spre est.
Este străbătută de DJ153C.
Spre sud se află Pasul Bucin, spre est-nord-est Pasul Țengheler, spre est-sud-est Pasul Pângărați și spre nord Defileul Toplița-Deda.

## Obiective de interes situate în apropiere
- Biserica de lemn „Sfântul Nicolae (edificată în 1779) și Mănăstirea „Sfântul Nicolae” din satul Lăpușna
- Castelul Regal de Vânătoare Lăpușna
- Biserica „Sfântul Leonard” din Remetea, edificată în a două jumătate a secolului XVIII